# 土御門保光
土御門保光（つちみかど やすみつ、建武元年（1334年） - 没年不明）は、南北朝時代の公卿。法名は阪寂。
日野流土御門家の祖。

## 官歴
- 時期不明：左大弁
- 康安元年（1361年）：従三位、治部卿
- 貞治元年（1362年）：参議
- 貞治2年（1363年）：土佐権守
- 応安元年（1368年）：正三位
- 応安4年（1371年）：越後権守
- 応安6年（1373年）：従二位、権中納言
- 永徳2年（1382年）：権大納言
- 永徳3年（1383年）：按察使
- 応永2年（1395年）：従一位

## 系譜
- 父：柳原資明
- 兄：武者小路教光
- 兄：柳原忠光
- 子：土御門資家

姉が村上源氏土御門家の土御門通房の室となり、土御門定具に子がなかったため、土御門家に入った。